# Cotobade
Cotobade est une ville espagnole qui appartient à la province de Pontevedra, en Galice et la comarque de Pontevedra.